# Voyemont
Le Voyemont, ou Tannbuckel en allemand, est un sommet du massif des Vosges culminant à 793 mètres d'altitude. Il est situé entre les communes de Provenchères-et-Colroy et de Saales.
Il comporte encore les bornes de l'ancienne frontière entre l'Allemagne et la France (frontière de 1871), marquées D pour Deutschland d'un côté et F de l'autre. Il a ensuite été transformé en poste d'observation allemand sous la Première Guerre mondiale. Un rocher-belvédère nommé la roche des Fées surmonte la montagne et offre un point de vue remarquable sur les environs.
Selon une légende, des fées voulaient construire un pont pour relier le Solamont, une montagne voisine, cependant la naissance du Christ fit abattre le pont par l'anéantissement du pouvoir des fées. Des amoncellements de roches sur les flancs du Voyemont et du Solamont attestent de ce récit.